# Centropyge heraldi
Centropyge heraldi là một loài cá biển thuộc chi Centropyge trong họ Cá bướm gai. Loài này được mô tả lần đầu tiên vào năm 1953.

## Từ nguyên
Từ định danh của loài được đặt theo tên của Earl Stannard Herald, nhà ngư học người Mỹ, đồng thời là Giám đốc của Thủy cung Steinhart ở San Francisco, cũng là người đã giúp các tác giả thu thập mẫu định danh.

## Phạm vi phân bố và môi trường sống
C. heraldi có phạm vi phân bố rộng rãi ở khu vực Tây–Trung Thái Bình Dương. Từ vùng biển phía nam Nhật Bản (bao gồm cả quần đảo Ogasawara và quần đảo Ryukyu), C. heraldi xuất hiện trải dài đến đảo Đài Loan và Philippines; ở phía đông, C. heraldi được ghi nhận tại hầu hết các đảo quốc, quần đảo thuộc châu Đại Dương; xa về phía nam tới rạn san hô Great Barrier (Úc). C. heraldi cũng được biết đến tại Sri Lanka, đảo Bali (Indonesia), cù lao Chàm và quần đảo Trường Sa (Việt Nam).
C. heraldi sống gần các rạn san hô viền bờ, và cũng được bắt gặp trong các đầm phá nông, độ sâu trong khoảng từ 5 đến 90 m.

## Mô tả
C. heraldi có chiều dài cơ thể tối đa được biết đến là 12 cm. Toàn bộ cơ thể của C. heraldi có màu vàng tươi đến màu cam phớt vàng. Sau mắt có một vùng sẫm màu, lốm đốm các vệt màu vàng cam. Centropyge flavissima, một loài có cùng phạm vi với C. heraldi, và cũng có màu vàng tươi trên khắp cơ thể, nhưng C. flavissima có một vòng màu xanh lam bao quanh mắt, và một vệt xanh ở rìa sau của nắp mang.
Số gai vây lưng: 15; Số tia vây ở vây lưng: 15; Số gai vây hậu môn: 3; Số tia vây ở vây hậu môn: 17.

## Phân loại
Centropyge woodheadi Kuiter, 1998, một loài có kiểu màu rất giống với C. heraldi, ngoại trừ việc C. woodheadi có thêm một vệt đen rộng ở vây lưng sau. Những cá thể này đã được ghi nhận chủ yếu ở Nam Thái Bình Dương là Samoa, Fiji, Tonga, biển San Hô và quần đảo Solomon. Kuiter (2013) cũng cho biết, những cá thể được gọi là C. woodheadi lại không được tìm thấy ở Bắc Thái Bình Dương.

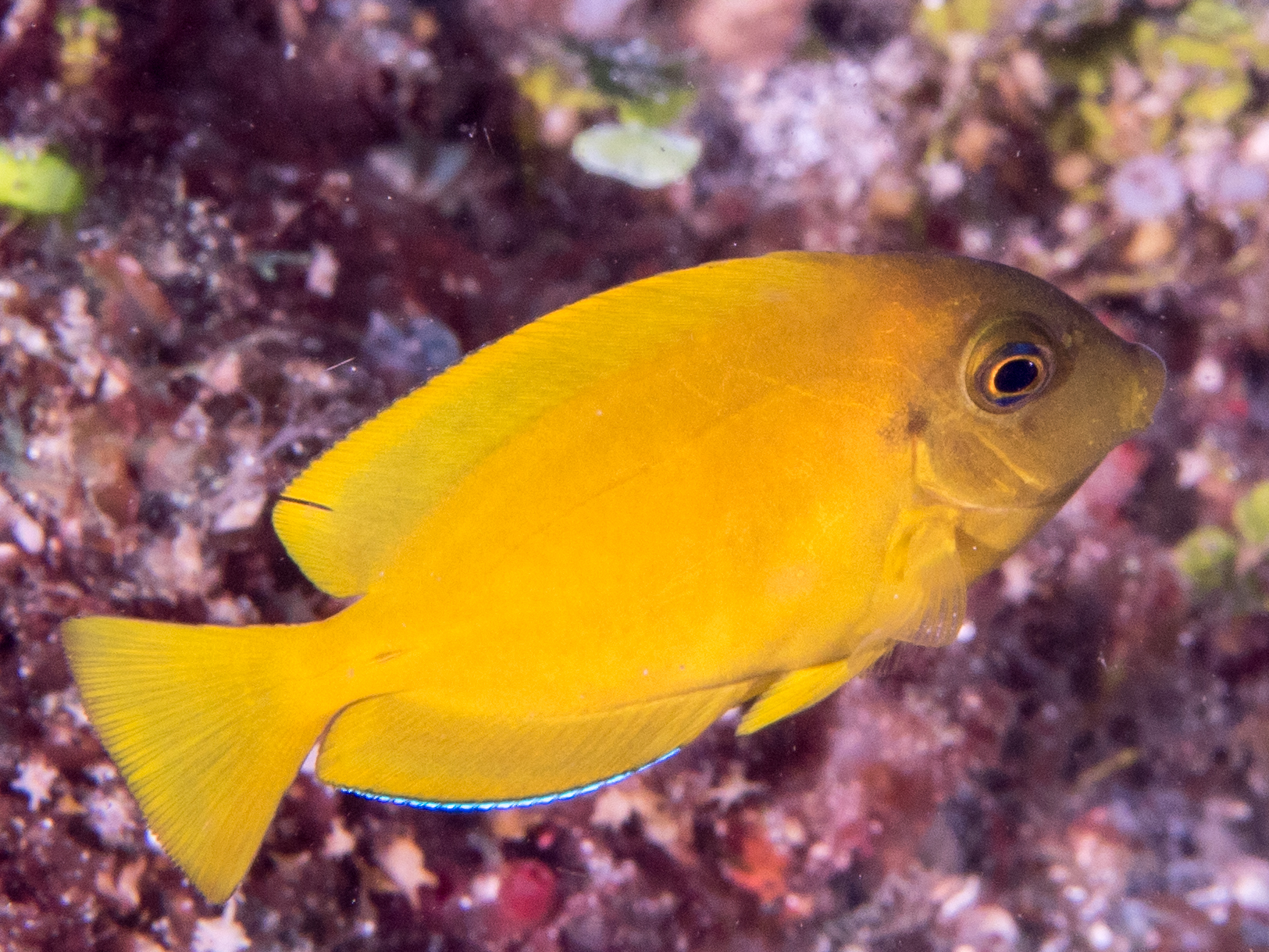
A. pyroferus bắt chước C. heraldi (để ý ngạnh ở cuống đuôi)

Randall và Carlson (2000) cho rằng, C. woodheadi là một kiểu hình của C. heraldi, dựa vào việc dải đen ở vây lưng sau của C. woodheadi đã tiêu biến khi được nuôi trong bể cá, và xem C. woodheadi là danh pháp đồng nghĩa với C. heraldi. Rocha và Pyle cũng không xem những quần thể được gọi là C. woodheadi là một loài riêng biệt. Tuy nhiên, Shen và các cộng sự (2016) đã phủ nhận điều này vì cho rằng C. woodheadi và C. heraldi có sự khác biệt về mặt di truyền.

## Sinh thái học
Thức ăn của C. heraldi là tảo. Chúng thường sống theo từng nhóm nhỏ, với một con cá đực trưởng thành thống trị những con cá cái trong hậu cung của nó.
Cá đuôi gai Acanthurus pyroferus chưa trưởng thành được biết đến là loài bắt chước kiểu màu của một số loài cá của chi Centropyge, bao gồm Centropyge flavissima, Centropyge vrolikii và C. heraldi.
Những cá thể lai giữa C. heraldi với Centropyge bicolor đã được ghi nhận ở Philippines.

## Thương mại
C. heraldi là một loài được đánh bắt và xuất khẩu trong ngành thương mại cá cảnh.